# Literaturjahr 1989
Liste der Literaturjahre

◄◄ | ◄ | 1985 | 1986 | 1987 | 1988 | Literaturjahr 1989 | 1990 | 1991 | 1992 | 1993 | ► | ►►

Weitere Ereignisse

## Ereignisse
- 24. Februar – Ajatollah Chomeini setzt nach einer Fatwa gegen Salman Rushdie, den Autor von Die satanischen Verse, eine Summe von 3 Millionen US-Dollar für dessen Tötung aus.[1][2]
- 12. April – Am Staatsschauspiel Dresden wird die DDR-Version der Artussage von Christoph Hein, Die Ritter der Tafelrunde, uraufgeführt. Das Stück mit seinen deutlichen Bezügen zur aktuellen Situation in der DDR wird zu einem Publikumserfolg.
- Toronto/Kanada: Mit dem Journey Prize wird ein seit 1989 bestehender kanadischer Literaturpreis begründet, der alljährlich von dem Verlagshaus McClelland and Stewart, Toronto, und dem Writers’ Trust of Canada für die beste Kurzgeschichte eines aufstrebenden Schriftstellers vergeben wird, die in einem kanadischen Literaturmagazin veröffentlicht wurde. Die Auszeichnung wurde von James A. Michener angeregt, der seinen kanadischen Einkünfte aus seinem Roman Journey (1988) zur Verfügung stellte und damit die Bezeichnung des Preises vorprägte. Der Journey Prize ist mit 10.000 kanadischen Dollar die bedeutendste finanzielle Auszeichnung, die in Kanada an einen ambitionierten Autor für eine Kurzgeschichte oder ein Exzerpt eines Romans, der sich im Schreibprozess befindet, vergeben wird.[3]

## Neuerscheinungen
Belletristik
- Billy Bathgate – E. L. Doctorow
- Blaubart – Kurt Vonnegut
- Durcheinandertal – Friedrich Dürrenmatt
- Evil – Jack Ketchum
- Die Farbe des Blutes – Brian Moore
- Der General in seinem Labyrinth – Gabriel García Márquez
- Geographie der Lust – Jürg Federspiel
- Hyperion – Dan Simmons
- Im Bauch des Wals – Paul Nizon
- Kilroy, Kilroy – Ib Michael
- Kleinzeit – Russell Hoban
- Mein Jahr in der Provence – Peter Mayle
- Der Mensch vom Mars – Stanisław Lem
- Die New-York-Trilogie – Paul Auster
- A Prayer for Owen Meany – John Irving
- Prinzessin Busenschön – Roald Dahl
- Die Prinzessin und der Wilderer – Roald Dahl
- Reisende auf einem Bein – Herta Müller
- The Remains of the Day – Kazuo Ishiguro
- Salz auf unserer Haut – Benoîte Groult
- Die satanischen Verse – Salman Rushdie
- Die Säulen der Erde – Ken Follett
- Die schöne Hortense – Jacques Roubaud
- Sonntage im August – Patrick Modiano
- Tita – Yann Queffélec

Drama
- Sibirien – Felix Mitterer
- Das Trio in Es-Dur (dEA) – Éric Rohmer

Kinderliteratur
- Eulen-Rufe – Jane Yolen
- Kannst du nicht schlafen, kleiner Bär? – Martin Waddell
- Der Polarexpreß – Chris Van Allsburg
- Sturm-Stina – Lena Anderson
- Vom kleinen Maulwurf, der wissen wollte, wer ihm auf den Kopf gemacht hat – Werner Holzwarth und Wolf Erlbruch

Sachliteratur
- The 7 Habits of Highly Effective People – Stephen R. Covey
- Angst und Vorurteil – Gisela Bleibtreu-Ehrenberg
- Kuckucksei – Clifford Stoll

Weitere Literatur
- Maus – Die Geschichte eines Überlebenden (Bd. 1: Mein Vater kotzt Geschichte aus) – Art Spiegelman

## Auszeichnungen und Ehrungen

Der spanische Nobelpreisträger Camilo José Cela beim Signieren von Büchern in der Spanischen Botschaft in Wien, 1989

- Literaturnobelpreis: Camilo José Cela[4]

### Phantastik
- Nebula Award

- Elizabeth Ann Scarborough, The Healer's War, Kategorie: Bester Roman
- Lois McMaster Bujold, The Mountains of Mourning, Die Berge der Trauer, Kategorie: Bester Kurzroman
- Connie Willis, At the Rialto, Kategorie: Beste Erzählung
- Geoffrey A. Landis, Ripples in the Dirac Sea, Untiefen im Meer der Zeit auch: Wellen im Diracschen Meer, Kategorie: Beste Kurzgeschichte

- Hugo Award

- C. J. Cherryh, Cyteen, Geklont, Kategorie: Bester Roman
- Connie Willis, The Last of the Winnebagos, Der letzte Winnebago, Kategorie: Bester Kurzroman
- George Alec Effinger, Schrödinger's Kitten, Schrödingers Katze, Kategorie: Beste Erzählung
- Mike Resnick, Kirinyaga, Kategorie: Beste Kurzgeschichte

- Locus Award

- C. J. Cherryh, Cyteen, Geklont, Kategorie: Bester SF-Roman
- Orson Scott Card, Red Prophet, Der Rote Prophet, Kategorie: Bester Fantasy-Roman
- Barbara Hambly, Those Who Hunt the Night, Jagd der Vampire, Kategorie: Bester Horror-Roman
- Ian McDonald, Desolation Road, Straße der Verlassenheit, Kategorie: Bester Erstlingsroman
- Lucius Shepard, The Scalehunter's Beautiful Daughter, Des Schuppensammlers schöne Tochter, Kategorie: Bester Kurzroman
- Harlan Ellison, The Function of Dream Sleep, Kategorie: Beste Erzählung
- Harlan Ellison, Eidolons, Kategorie: Beste Kurzgeschichte
- Harlan Ellison, Angry Candy, Kategorie: Beste Sammlung
- Lou Aronica & Shawna McCarthy, Full Spectrum, Kategorie: Beste Anthologie

- Kurd-Laßwitz-Preis

- Norbert Stöbe, New York ist himmlisch, Kategorie: Bester Roman
- Karl Michael Armer, Malessen mitte Biotechnik, Kategorie: Beste Erzählung
- Rainer Erler, Der Käse, Kategorie: Beste Kurzgeschichte
- Orson Scott Card, Sprecher für die Toten, Kategorie: Bestes ausländisches Werk
- Walter Brumm, Kategorie: Bester Übersetzer
- Ute Bauer, Olaf Rappold und Thomas Tilsner für SCIENCE FICTION MEDIA, Sonderpreis

- Philip K. Dick Award

- Richard Paul Russo, Subterranean Gallery, Die unterirdische Galerie

- John W. Campbell Memorial Award for Best Science Fiction Novel

- Bruce Sterling, Islands in the Net

### Australien
- Miles Franklin Award: Peter Carey, Oscar and Lucinda

### Brasilien
- Prêmio Jabuti de Literatura:[5]
- Maria Alice Barroso und Renato Modernell (Roman)
- Caio Fernando Abreu (Erzählungen, Novellen)
- Francisco Alvim und Alice Ruiz, (Lyrik)
- José Lino Grünewald und Modesto Carone, (Übersetzung)
- Ricardo Azevedo (Kinderbuch)
- Vivina de Assis Viana (Jugendbuch)
- Helena Alexandrino (Illustrationen)
- Prêmio Juca Pato: Paulo Evaristo Arns
- Prêmio Machado de Assis: Gilberto Mendonça Telles

### Deutschland

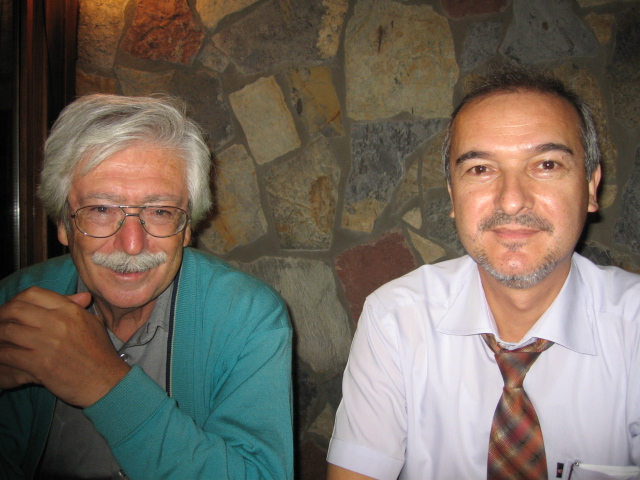
Yüksel Pazarkaya (links), Adelbert-von-Chamisso-Preis 1989, und Ali Osman Öztürk

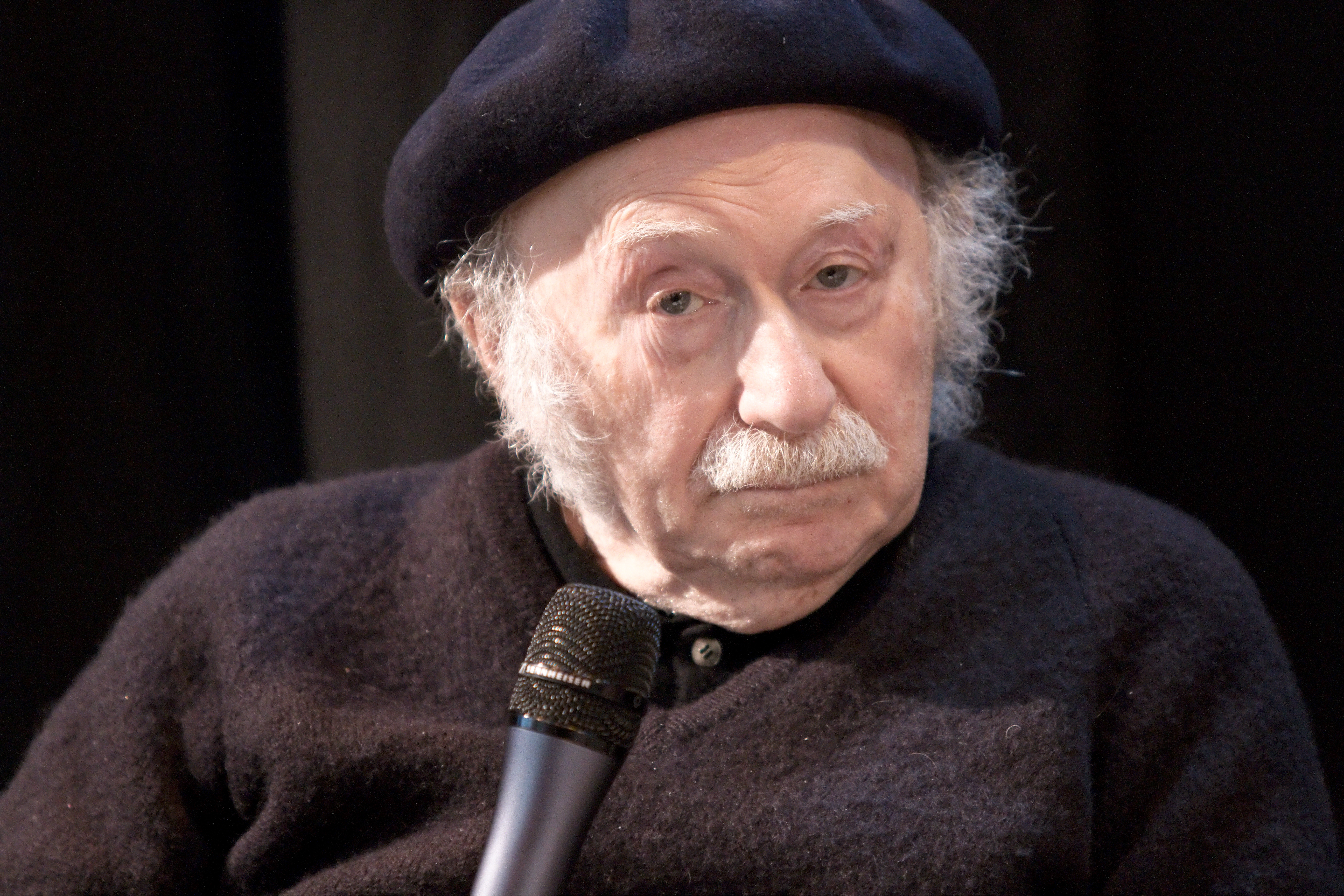
Edgar Hilsenrath (2010), Alfred-Döblin-Preisträger 1989

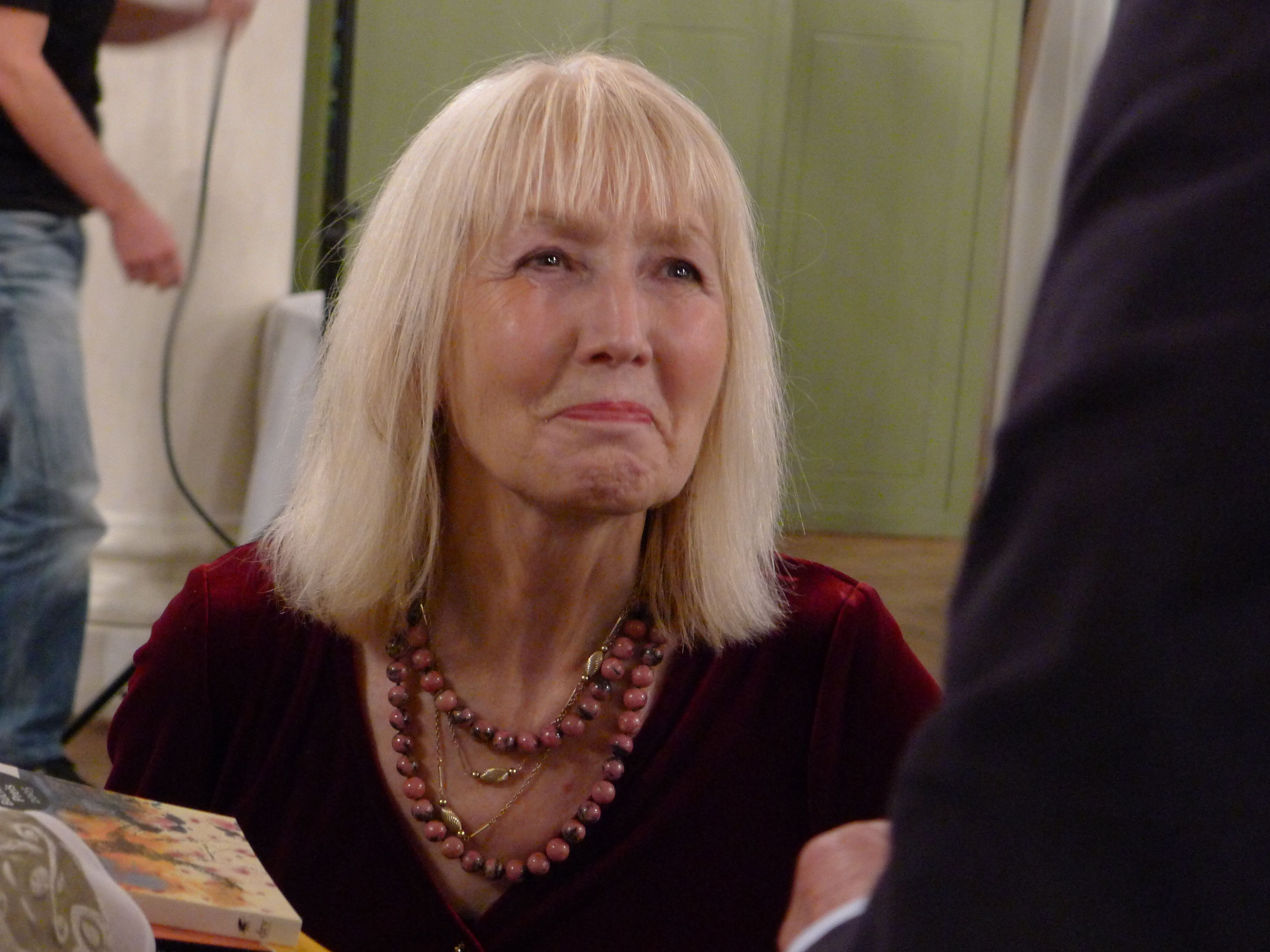
Brigitte Kronauer, Ida-Dehmel-Literaturpreisträgerin 1989

- Adelbert-von-Chamisso-Preis: Yüksel Pazarkaya; Zehra Çırak (Förderpreis)
- Alfred-Döblin-Preis: Einar Schleef, Edgar Hilsenrath
- aspekte-Literaturpreis: Irina Liebmann, Mitten im Krieg
- Carl-Zuckmayer-Medaille: Hanns Dieter Hüsch
- Deutscher Jugendliteraturpreis (Auswahl):
  - Bilderbuch: „Papa wohnt jetzt in der Heinrichstraße“ von Nele Maar (Text), Verena Ballhaus (Illustration)
  - Kinderbuch: „Die Zeit der geheimen Wünsche“ von Iva Procházková (Text), Peter Knorr (Illustration)
  - Jugendbuch: „Zeit für die Hora“ von Ingeborg Bayer
  - Sachbuch: „Samuel Tillerman, der Läufer“ von Cynthia Voigt
- Evangelischer Buchpreis: Biographie: Sigrid Damm, Cornelia Goethe
- Friedenspreis des Deutschen Buchhandels: Václav Havel
- Friedrich-Gundolf-Preis: Leslie Bodi
- Friedrich-Hölderlin-Preis der Stadt Bad Homburg: Wolf Biermann, Förderpreis: Sabine Techel
- Friedrich-Hölderlin-Preis der Universität und der Universitätsstadt Tübingen: Theater Lindenhof Melchingen
- Fritz-Reuter-Preis (Hamburg): Waltrud Bruhn
- Georg-Büchner-Preis: Botho Strauß
- Geschwister-Scholl-Preis: Helmuth James Graf von Moltke: Briefe an Freya 1939–1945 (postume Verleihung)
- Gustav-Heinemann-Friedenspreis für Kinder- und Jugendbücher: Inge Meyer-Dietrich, Plascha oder: Von kleinen Leuten und großen Träumen
- Heinrich-Mann-Preis: Wulf Kirsten
- Hermann-Kesten-Preis: Angelika Mechtel
- Hörspielpreis der Kriegsblinden: Wer Sie sind von Peter Jacobi, Regie: Dieter Carls (WDR)
- Ida-Dehmel-Literaturpreis: Brigitte Kronauer
- Jean-Paul-Preis: Horst Bienek
- Johann-Heinrich-Merck-Preis: Lothar Baier
- Johann-Heinrich-Voß-Preis für Übersetzung: Michael Walter
- Kasseler Literaturpreis: Irmtraud Morgner
- Kranichsteiner Literaturpreis: Thomas Strittmatter
- LiBeraturpreis: Assia Djebar, Die Schattenkönigin
- Literaturpreis der Stadt München: Uwe Timm
- Mainzer Stadtschreiber: Horst Bienek, Die verrinnende Zeit
- Mara-Cassens-Preis: Rolf Niederhauser
- Marieluise-Fleißer-Preis: Herta Müller
- Paul-Celan-Preis: Uli Aumüller
- Peter-Huchel-Preis: Luise Schmidt, Die Finsternis die freie Existenz
- Preis der SWR-Bestenliste: Paul Wühr
- Schubart-Literaturpreis: Eveline Hasler, Dieter Schlesak, Jürgen Walter
- Walter-Serner-Preis: Marianne Wick, Der Mörderblick

### Irland
- Rooney Prize for Irish Literature: Robert McLiam Wilson

### Frankreich
- Grand Prix de l’Imaginaire:
- Französischsprachiger Roman: Joëlle Wintrebert, Le Créateur chimérique
- Französischsprachige Erzählung: Richard Canal, Étoile
- Jugendroman: Christian Grenier, Le Coeur en abîme
- Essay: Guy Lardreau, Fictions philosophiques et science-fiction und Norbert Spehner, Écrits sur la science-fiction
- Sonderpreis: Dominique Douay und Michel Maly, Les Voyages ordinaires d’un amateur de tableaux
- Grand Prix de Poésie: Claude-Michel Cluny, Odette Robillard
- Grand Prix du Roman: Geneviève Dormann, Le Bal du dodo
- Grand Prix littéraire de l’Afrique noire, Victor Bouadjio, Demain est encore loin
- Prix Goncourt: Jean Vautrin, Un grand pas vers le bon Dieu; dt. Das Herz spielt Blues (1993)
- Prix Décembre: Guy Dupré, Manoeuvres d'automne
- Prix Femina: Sylvie Germain, Jours de colère
- Prix Femina Étranger: Alison Lurie, La Vérité sur Lorin Jones
- Prix des Deux Magots: Henri Anger, la Mille et Unième Rue
- Prix des Libraires: Michel Chaillou, La Croyance des voleurs
- Prix du Roman d’Aventures: Shizuko Natsuki, La Promesse de l'ombre
- Prix du roman populiste: René Frégni, Les chemins noir
- Prix littéraire de la Vocation: Eric Holder, Duo Forte
- Prix Mallarmé: Guy Goffette, Éloge pour une cuisine de province
- Prix Médicis: Serge Doubrovsky, Le Livre brisé
- Prix Médicis étranger: Álvaro Mutis (Kolumbien), La Neige de l'amiral
- Prix mondial Cino Del Duca: Carlos Chagas Filho
- Prix Mystère de la critique:
  - französisch: Patrick Raynal: Fenêtres sur femmes
  - international: James Crumley: Fausse Piste (dt. Schöne Frauen lügen nicht)
- Prix Renaudot: Philippe Doumenc, Les Comptoirs du Sud

### Italien
- Premio Bancarella: Umberto Eco, Das Foucaultsche Pendel
- Premio Campiello: Francesca Duranti, Effetti personali
- Premio Grinzane Cavour: Luigi Malerba Testa d'argento
- Premio Strega: Giuseppe Pontiggia, La grande sera
- Premio Viareggio: Salvatore Mannuzzu, Procedure

### Kanada
- Amazon.ca First Novel Award: Sandra Birdsell, The Missing Child (damals als Books in Canada First Novel Award bezeichnet)
- Arthur Ellis Award: Chris Scott, Jack
- Bill Duthie Booksellers’ Choice Award: Michael M'Gonigle, Wendy Wickwire, Stein: The Way of the River (Talonbooks)
- Dorothy Livesay Poetry Prize: Charles Lillard, Circling North
- Ethel Wilson Fiction Prize: Bill Schermbrucker, Mimosa[6]
- Floyd S. Chalmers Award in Ontario History: Philip Marchand, Marshall McLuhan: The Medium and the Messenger
- Governor General’s Award for Fiction: Paul Quarrington, Whale Music
- Hubert Evans Non-Fiction Prize: P. K. Page, Brazilian Journal[7]
- Journey Prize: Holley Rubinsky, Rapid Transits
- Roderick Haig-Brown Regional Prize: Celia Haig-Brown, Resistance and Renewal
- Sheila A. Egoff Children’s Literature Prize: Mary-Ellen Lang Collura, Sunny[8]
- Toronto Book Awards: Margaret Atwood, Cat's Eye
- Trillium Book Award: Timothy Findley, Stones
- Vicky Metcalf Award: Barbara Smucker

### Niederlande
- Charlotte Köhler Stipendium: Ted van Lieshout
- Constantijn Huygensprijs: Anton Koolhaas
- Gouden Griffel: Wim Hofman, Het vlot
- Gouden Strop: Bester Roman: Gerben Hellinga, De terugkeer van Sid Stefan
- Gysbert Japicxpriis: Anne Wadman, Gesamtwerk
- Halewijnpreis: André Janssens, Gesamtwerk
- Nienke van Hichtum-prijs: Ienne Biemans, Lang zul je leven
- P.C. Hooft-prijs: Jan Wolkers, der den Preis nicht annahm
- Prijs der Nederlandse Letteren: Gerrit Kouwenaar
- Woutertje Pieterse Prijs: Margriet Heymans, Lieveling boterbloem

### Österreich

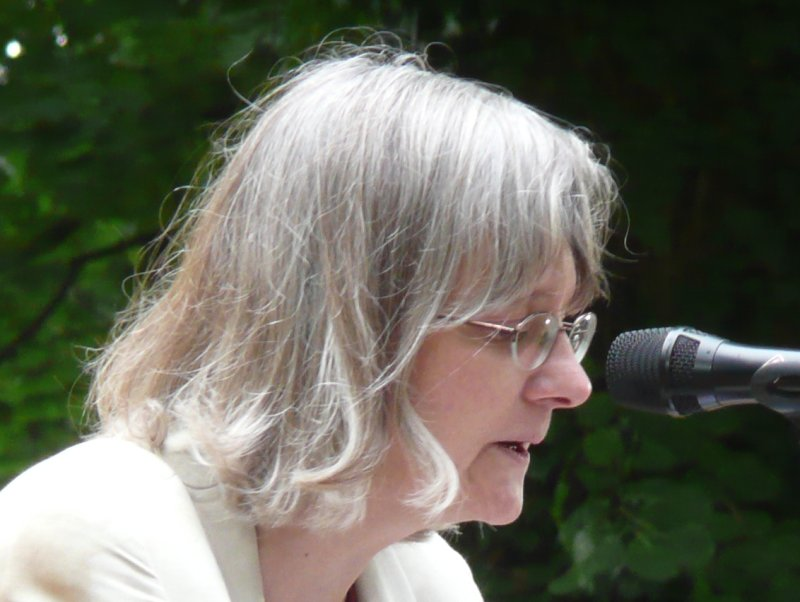
Sabine Peters, Ernst-Willner-Preis 1989

- Großer Österreichischer Staatspreis: Oswald Wiener
- Erostepost-Literaturpreis: Josef Haslinger
- Franz-Nabl-Preis: H. C. Artmann
- Ingeborg-Bachmann-Preis: Wolfgang Hilbig: Eine Übertragung
  - Preis des Landes Kärnten: Norbert Gstrein: Dschungel. Ein Prolog
  - Ernst-Willner-Preis: Sabine Peters: drei fragen
  - Stipendium der Verlage: Bernd Schirmer: Aus Cahlenberg
  - Stipendium der Kärntner Industrie: Thomas Hettche: Ludwig muß sterben
  - 3sat-Auszeichnung: Eberhard Häfner: Roter Cox
- Harder Literaturpreis: Lisa Witasek
- Literaturpreis des Landes Steiermark: Matthias Mander
- Manuskripte-Preis: Peter Waterhouse
- Rauriser Literaturpreis: Norbert Gstrein, Einer
- René-Marcic-Preis: Viktor Reimann
- Österreichischer Staatspreis für Kinder- und Jugendliteratur
  - Rosmarie Thüminger für Zehn Tage im Winter
  - Renate Welsh
  - Inge Meyer-Dietrich für Plascha oder Von kleinen Leuten und großen Träumen
- Österreichischer Staatspreis für literarische Übersetzung: Elisabeth Markstein, Truda Stamać, Claudio Groff
- Österreichischer Staatspreis für Europäische Literatur: Marguerite Duras
- Stadtschreiber von Graz: Norbert Gstrein

### Polen
- Kościelski-Preis: Włodzimierz Bolecki, Jerzy Pilch, Krzysztof Rutkowski
- Janusz-A.-Zajdel-Preis: keine Vergabe

### Schweiz
- La vache qui lit[9]: Inge Meyer-Dietrich, Plascha oder Von kleinen Leuten und großen Träumen
- Prix Rambert: Jacques-Michel Pittier, Les Forçats und New-York Caligramme
- Schillerpreis der Zürcher Kantonalbank: Karin Grütter und Annamarie Ryter für Stärker als ihr denkt
- Schweizer Kinder- und Jugendmedienpreis: Lukas Hartmann, So eine lange Nase

### Skandinavien

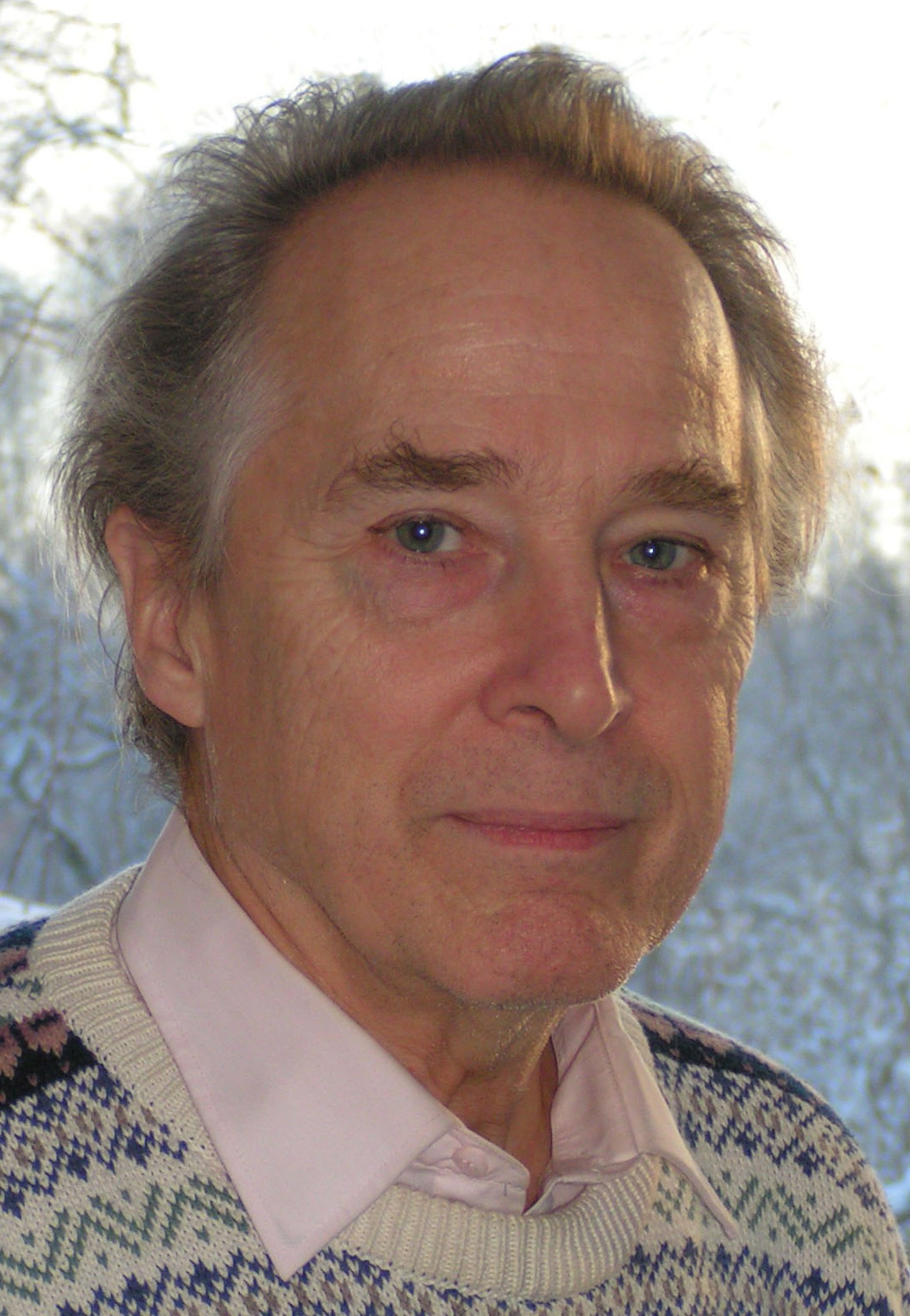
Peter Pohl, Bastianpreis und Expressens Heffaklump 1989

- Astrid-Lindgren-Preis: Annika Holm
- August-Preis: Cecilia Lindqvist, Tecknens rike
- Bastianpreis: Isak Rogde für Peter Pohl: Janne min venn
- Elsa-Beskow-Plakette: Sven Nordqvist, Pettson, Findus; Nasse
- Expressens Heffaklump: Peter Pohl, Medan regnbågen bleknar
- Färöischer Literaturpreis: Carl Jóhan Jensen (Belletristik), Axel Tórgarð (Fachliteratur)
- Finnischer Krimipreis: Yleisradio
- Finlandia-Preis: Markku Envall, Samurai nukkuu
- Georg-Brandes-Preis: Frans Lasson, Olaf Bull. Brev fra en dikters liv. Band 1-2
- Gerard Bonniers lyrikpris: Stig Larsson
- Kritikerprisen (Dänemark): Jens Smærup Sorensen, Katastrofe
- Kritikerprisen (Norwegen):
  - Buch des Jahres: Odd Kvaal Pedersen, Narren og hans mester
  - Kinder- und Jugendbuch: Klaus Hagerup, Landet der tiden var borte
- Literaturpreis des Nordischen Rates: Dag Solstad, Roman 1987
- Nils-Holgersson-Plakette: Mats Wahl
- Palle-Rosenkrantz-Preis: Leif Davidsen, Den russiske sangerinde
- Riksmålsforbundets barne- og ungdomsbokpris: Atla Lund
- Riksmålsforbundets litteraturpris: Hæge Follegg Pedersen
- Runeberg-Preis: Timo Pusa, Tatuoitu sydän
- Schwedischer Krimipreis:
  - Bester ins Schwedische übersetzte Kriminalroman – Mörkläggning: Anders Bodelsen: Mørklægning (Verdunkelung)
  - Bester schwedischer Kriminalroman – Bästa svenska kriminalroman: Kjell-Olof Bornemark, Skyldig utan skuld (dt. Schuldlos schuldig)
- Selma-Lagerlöf-Preis: Kerstin Ekman
- Søren-Gyldendal-Preis: Klaus Høeck
- Weekendavisens litteraturpris: Ib Michael, Kilroy, Kilroy

### Spanien
- Cervantespreis: Augusto Roa Bastos
- Prinz-von-Asturien-Preis für Literatur: Ricardo Gullón
- Premio Hammett: Andreu Martín, Barcelona Connection
- Premio Planeta: Soledad Puértolas

### Vereinigtes Königreich

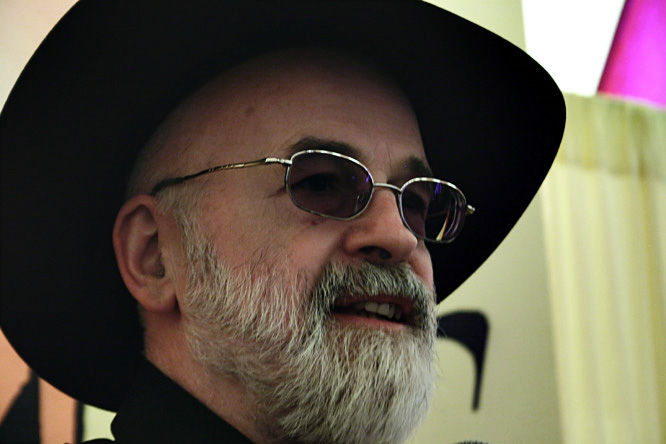
Terry Pratchett, British Science Fiction Association Award 1989

- Arthur C. Clarke Award: Rachel Pollack, Unquenchable Fire
- Man Booker Prize for Fiction: Kazuo Ishiguro: The Remains of the Day, dt. Was vom Tage übrig blieb
- British Science Fiction Association Award, Terry Pratchett, Pyramids
- Carnegie Medal für Kinder- und Jugendliteratur: Anne Fine, Goggle-eyes (dt. Der Neue, 1992)
- Cholmondeley Award: Peter Didsbury, Douglas Dunn, E. J. Scovell
- Commonwealth Writers’ Prize:
  - Bester Roman: Janet Frame, The Carpathians
  - Bester Erstlingsroman: Bonnie Burnard, Women of Influence
- Costa Book Award
- Erster Roman: Gerontius von James Hamilton-Paterson
- Roman: The Chymical Wedding von Lindsay Clarke
- Lyrik: Shibboleth von Michael Donaghy
- Biografie: Coleridge: Early Visions von Richard Holmes – Buch des Jahres
- Kinderbuch: Why Weeps the Brogan? von Hugh Scott
- Duff Cooper Prize: Ian Gibson, Federico Garcia Lorca
- Geoffrey Faber Memorial Prize: David Profumo, Sea Music
- Guardian Award: Geraldine McCaughrean, A Pack of Lies
- Guardian First Book Award: Carol Lake, Rosehill: Portrait from a Midlands City
- Hawthornden-Preis: Kit Wright, Short Afternoons
- Independent Foreign Fiction Prize: Gert Hofmann, The Film Explainer
- John Llewellyn Rhys Prize: Claire Harman, Sylvia Townsend Warner
- WH Smith Literary Award: Christopher Hill, A Turbulent, Seditious and Factious People: John Bunyan and His Church

### Vereinigte Staaten
- Agatha Award

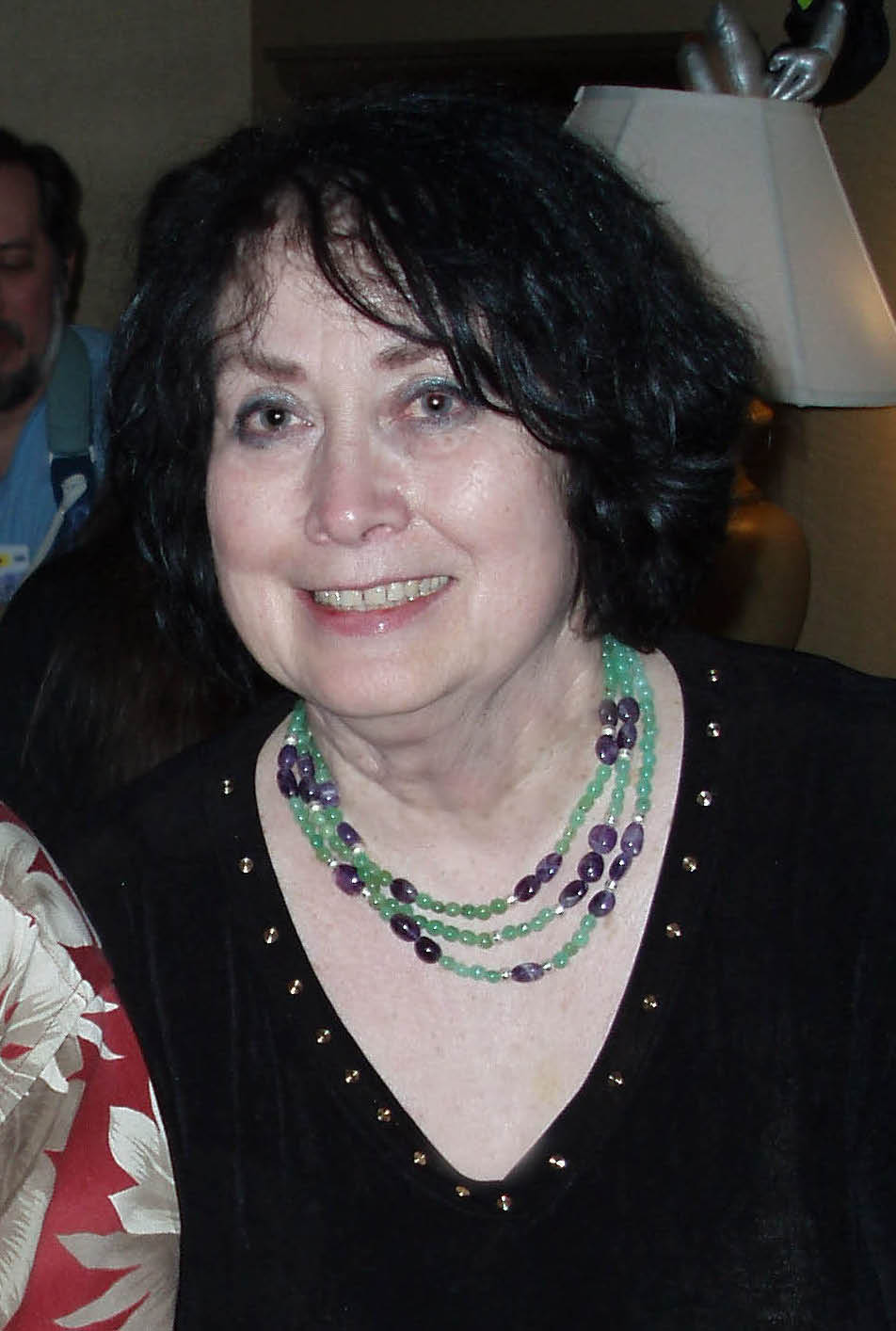
C. J. Cherryh, Hugo Award 1989

  - Bester Roman: Carolyn Hart, Something Wicked
  - Bester Erstlingsroman: Elizabeth George, A Great Deliverance
  - Beste Kurzgeschichte: Robert Barnard, The Family Jewels
- Anthony Award:
  - Bester Roman: Thomas Harris, The Silence of the Lambs
  - Bester Erstlingsroman: Elizabeth George, A Great Deliverance
- Edgar Allan Poe Award
  - Bester Roman: Stuart M. Kaminsky, A Cold Red Sunrise, (dt. Kalte Sonne)
  - Bester Erstlingsroman: David Stout, Carolina Skeletons
  - Beste Kurzgeschichte: Bill Crenshaw, Flicks
- Frost Medal: Gwendolyn Brooks
- Hemingway Foundation PEN Award: Jane Hamilton, The Book of Ruth
- Laura Ingalls Wilder Award: Elizabeth George Speare
- Los Angeles Times Book Prize
  - Biografie: Tobias Wolff, This Boy's Life: A Memoir
  - Roman: Fay Weldon: The Heart of the Country
- National Book Award:
  - Prosa (Fiction): John Casey, Spartina
  - Sachbuch (Nonfiction): Thomas L. Friedman, From Beirut to Jerusalem
- Newbery Medal für Kinderliteratur: Paul Fleischman, Joyful Noise: Poems for Two Voices
- O.-Henry-Preis: Ernest J. Finney Peacocks
- PEN/Faulkner Award: James Salter, Dusk
- Philip K. Dick Award: Rudy Rucker, Wetware
- Prometheus Award:
  - Bester Roman: Brad Linaweaver, Moon of Ice
  - Ruhmeshalle: J. Neil Schulman, Alongside Night
- Pulitzer-Preis
  - Poesie: Richard Wilbur: New and Collected Poems
  - Roman: Anne Tyler: Breathing Lessons (dt.: Atemübungen)
  - Biographie: Richard Ellmann: Oscar Wilde
  - Theater: Wendy Wasserstein: The Heidi Chronicles
  - Auslandsberichterstattung: Bill Keller
- Rea Award for the Short Story: Tobias Wolff
- Regina Medal: Steven Kellogg

## Geboren
- 21. März: Nora Wagener, luxemburgische Schriftstellerin
- 14. Mai: Valerie Fritsch, österreichische Schriftstellerin
- 09. Juli: Lea Schneider, deutsche Dichterin, Schriftstellerin und Übersetzerin
- 26. Juli: Yevgeniy Breyger, deutschsprachiger Lyriker, Übersetzer und Herausgeber
- 29. Juli: Quentin Mouron, Schweizer Schriftsteller
- 05. September: Jad Turjman, syrisch-österreichischer Schriftsteller († 2022)
- 25. September: Reni Eddo-Lodge, britische Journalistin und Schriftstellerin

### Genaues Datum unbekannt
- Emma Cline, US-amerikanische Autorin
- Joshua Groß, deutscher Schriftsteller
- Juan S. Guse, deutscher Schriftsteller
- Yael Inokai, Schweizer Schriftstellerin
- Bettina Wilpert, deutsche Schriftstellerin

## Gestorben

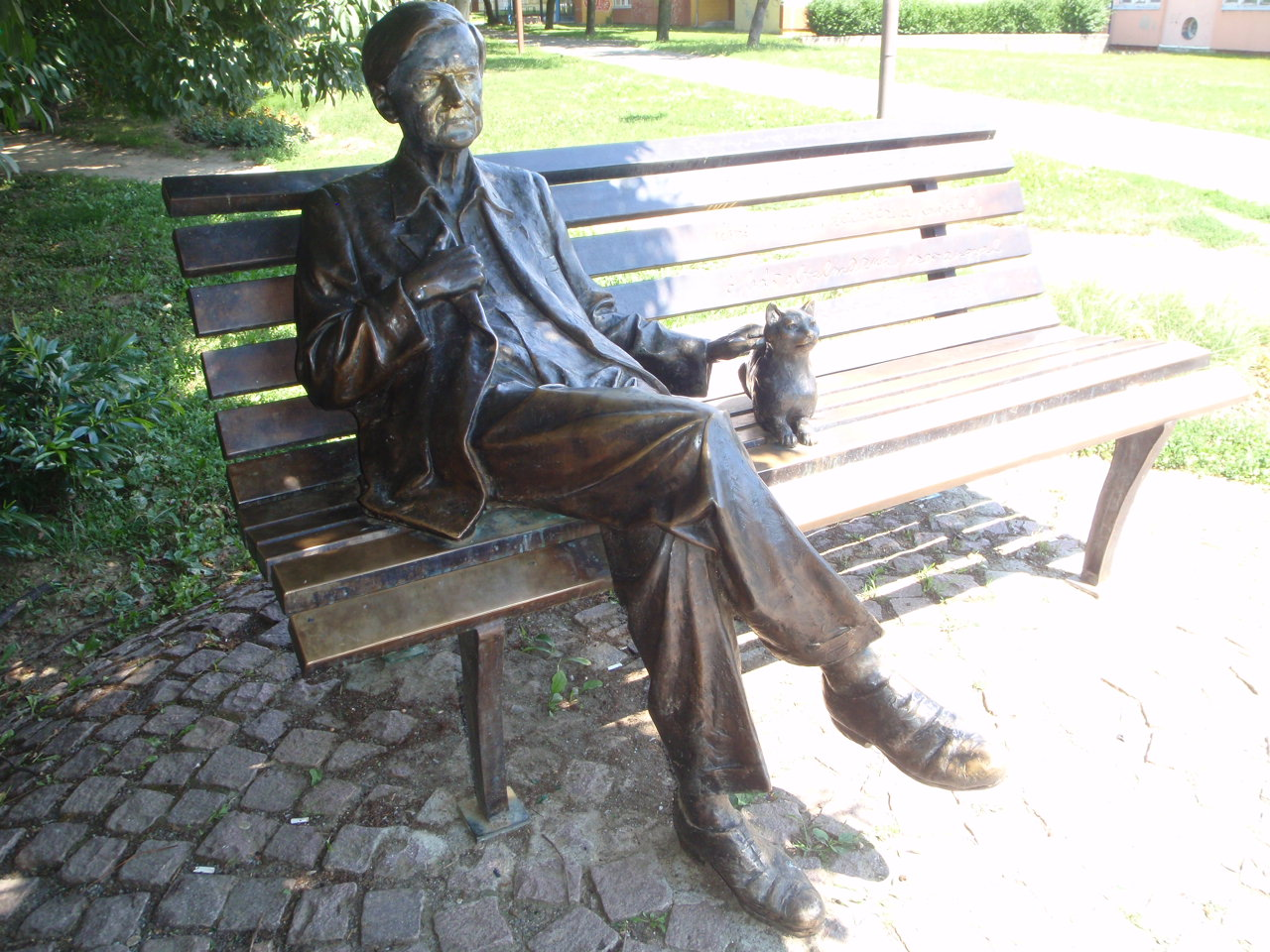
Denkmal von Sándor Weöres in Szombathely

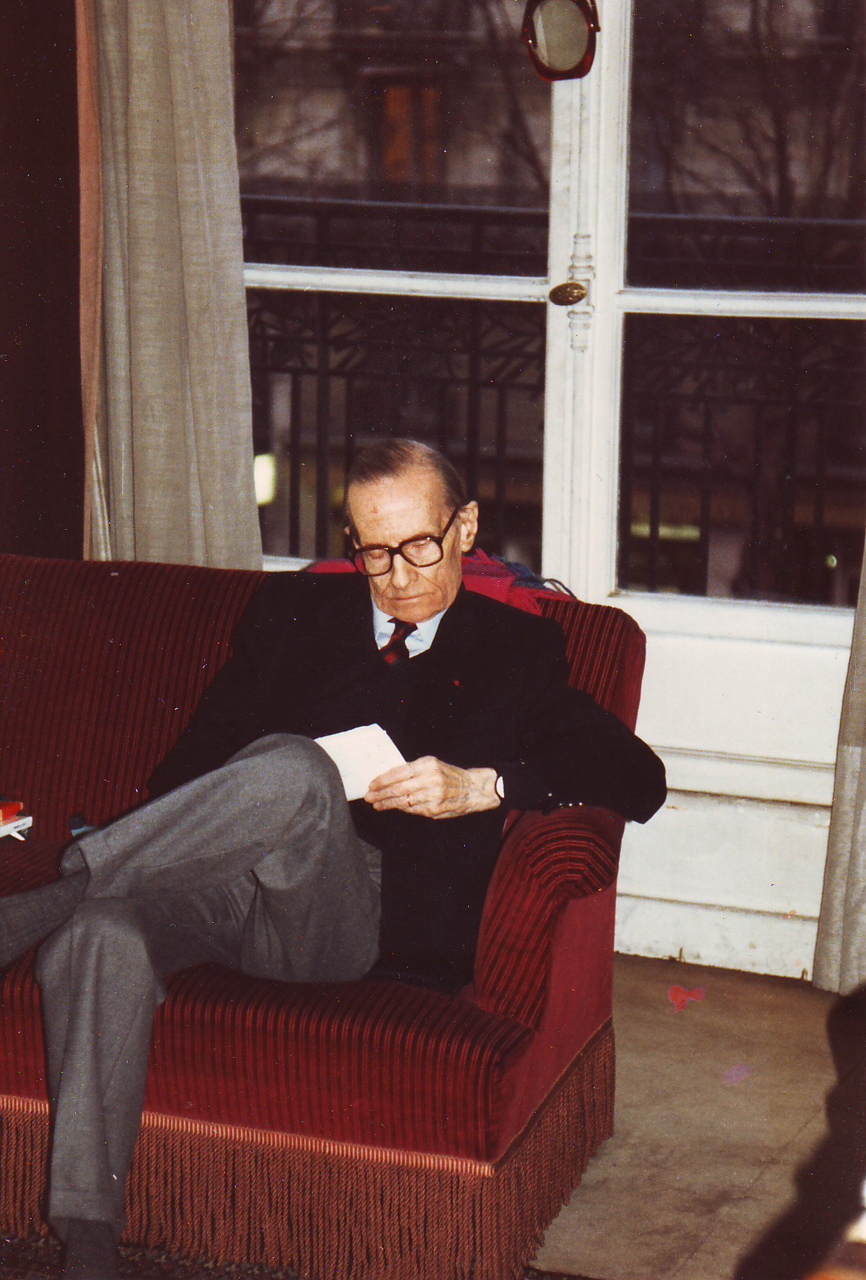
Georges Schehadé, Paris 1987

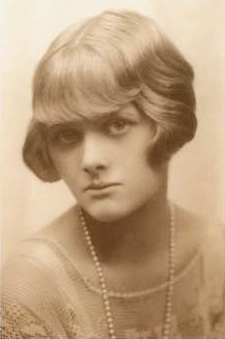
Daphne du Maurier (um 1930)

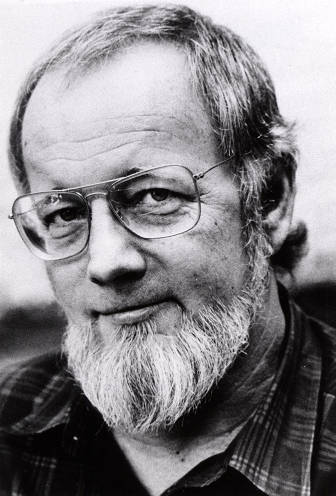
Donald Barthelme

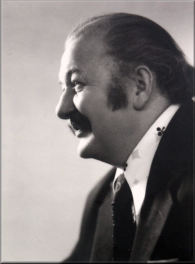
Albin Siekierski

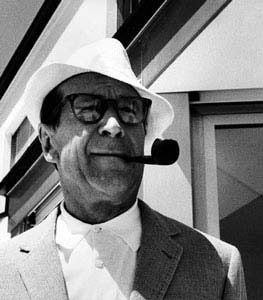
Georges Simenon, 1963, Foto von Erling Mandelmann

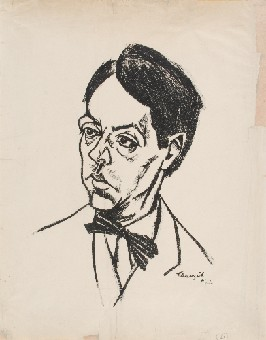
Porträt Sándor Márais von Lajos Tihanyi, 1924

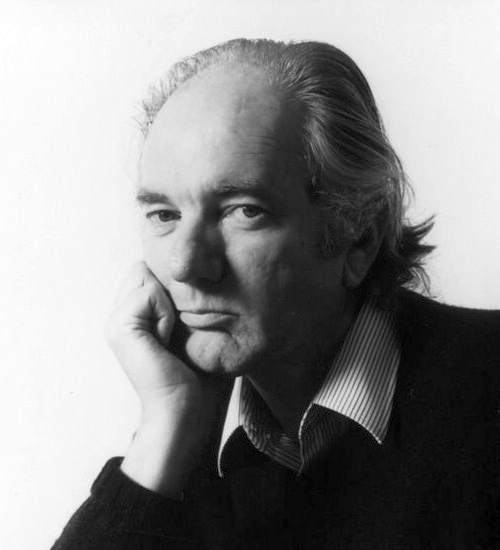
Thomas Bernhard, 1987

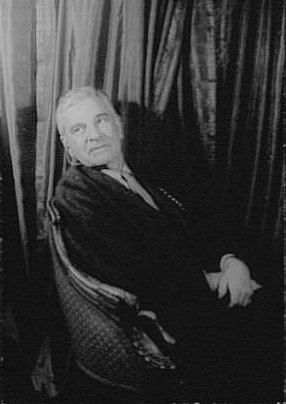
Malcolm Cowley 1963, Fotografie von Carl Van Vechten

### Januar bis März

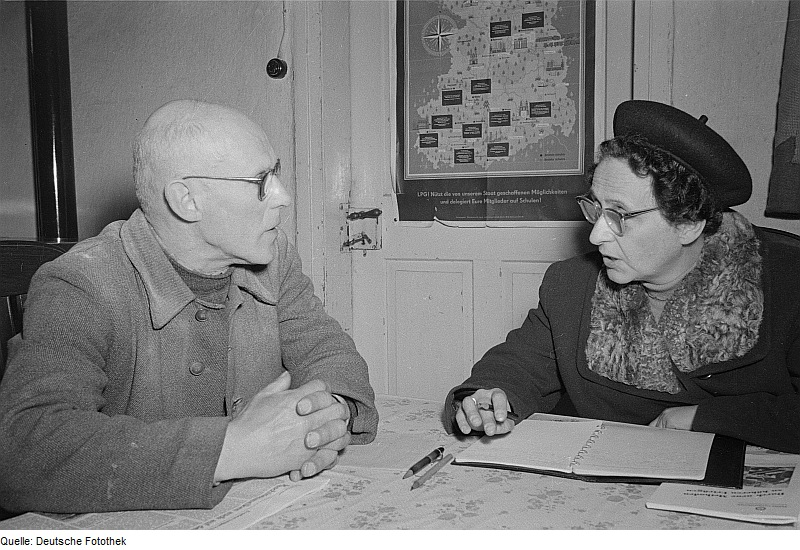
Ruth Seydewitz 1945 im Gespräch mit einem Steinbrucharbeiter

- 03. Januar: Robert Thomas, französischer Schriftsteller (* 1927)
- 14. Januar: Dinah Nelken, deutsche Schriftstellerin und Drehbuchautorin (* 1900)
- 14. Januar: Ilse Reicke, deutsche Schriftstellerin, Journalistin und Feministin (* 1893)
- 14. Januar: Robert Lembke, deutscher Journalist, Fernsehmoderator und Aphoristiker (* 1913)
- 16. Januar: Pierre Boileau, französischer Kriminalschriftsteller (* 1906)
- 17. Januar: Georges Schehadé, libanesischer Dichter und Dramatiker (* 1905)
- 17. Januar: Alfredo Zitarrosa, uruguayischer Sänger, Dichter und Journalist (* 1936)
- 18. Januar: Bruce Chatwin, britischer Schriftsteller (* 1940)
- 21. Januar: Paul Friedl, deutscher Schriftsteller und Heimatforscher (* 1902)
- 21. Januar: Harald Zusanek österreichischer Schriftsteller (* 1922)
- 22. Januar: Sándor Weöres, ungarischer Schriftsteller (* 1913)
- 23. Januar: Salvador Dalí, surrealistischer Maler, Schriftsteller, Bildhauer, Bühnenbildner und Schauspieler (* 1904)
- 31. Januar: Fernando Namora, portugiesischer Schriftsteller (* 1919)

- 01. Februar: Karel Bodlák, tschechischer Literaturkritiker, Dichter und Lehrer (* 1903)
- 03. Februar: Joan Grant, englische Schriftstellerin (* 1907)
- 04. Februar: Thorkild Hansen, dänischer Schriftsteller (* 1927)
- 06. Februar: Beat Jäggi, Solothurner Mundartdichter (* 1915)
- 06. Februar: Barbara Tuchman, US-amerikanische Journalistin, Historikern und Schriftstellerin (* 1912)
- 09. Februar: Piero Rismondo, österreichischer Schriftsteller, Übersetzer, Theaterdirektor, Regisseur und Journalist (* 1905)
- 12. Februar: Thomas Bernhard, österreichischer Schriftsteller (* 1931)
- 22. Februar: Sándor Márai, ungarischer Schriftsteller, Lyriker und Dramatiker (* 1900)
- 23. Februar: Hans Hellmut Kirst, deutscher Schriftsteller (* 1914)
- 26. Februar: Mouloud Mammeri, algerisch-kabylischer Schriftsteller, Anthropologe und Sprachwissenschaftler (* 1917)
- 28. Februar: Wilhelm Wolfgang Bröll, deutscher Science-Fiction-Autor (* 1913)
- 28. Februar: Hermann Burger, Schweizer Schriftsteller (* 1942)
- 28. Februar: Albin Siekierski, polnischer Schriftsteller und Drehbuchautor (* 1920)

- 08. März: Charles Exbrayat, französischer Schriftsteller (* 1906)
- 14. März: Edward Abbey, US-amerikanischer Naturforscher, Philosoph und Schriftsteller (* 1927)
- 19. März: Akira Abe, japanischer Schriftsteller (* 1934)
- 23. März: Louis Bayle, französischer Autor, Romanist, Linguist und Provenzalist (* 1907)
- 27. März: Malcolm Cowley, amerikanischer Schriftsteller, Dichter, Journalist und Literaturkritiker (* 1898)
- 28. März: Ruth Seydewitz, deutsche Journalistin und Schriftstellerin (* 1905)
- 29. März: Jo Mihaly, deutsche Tänzerin, Schauspielerin, Dichterin und Autorin (* 1902)

### April bis Juni

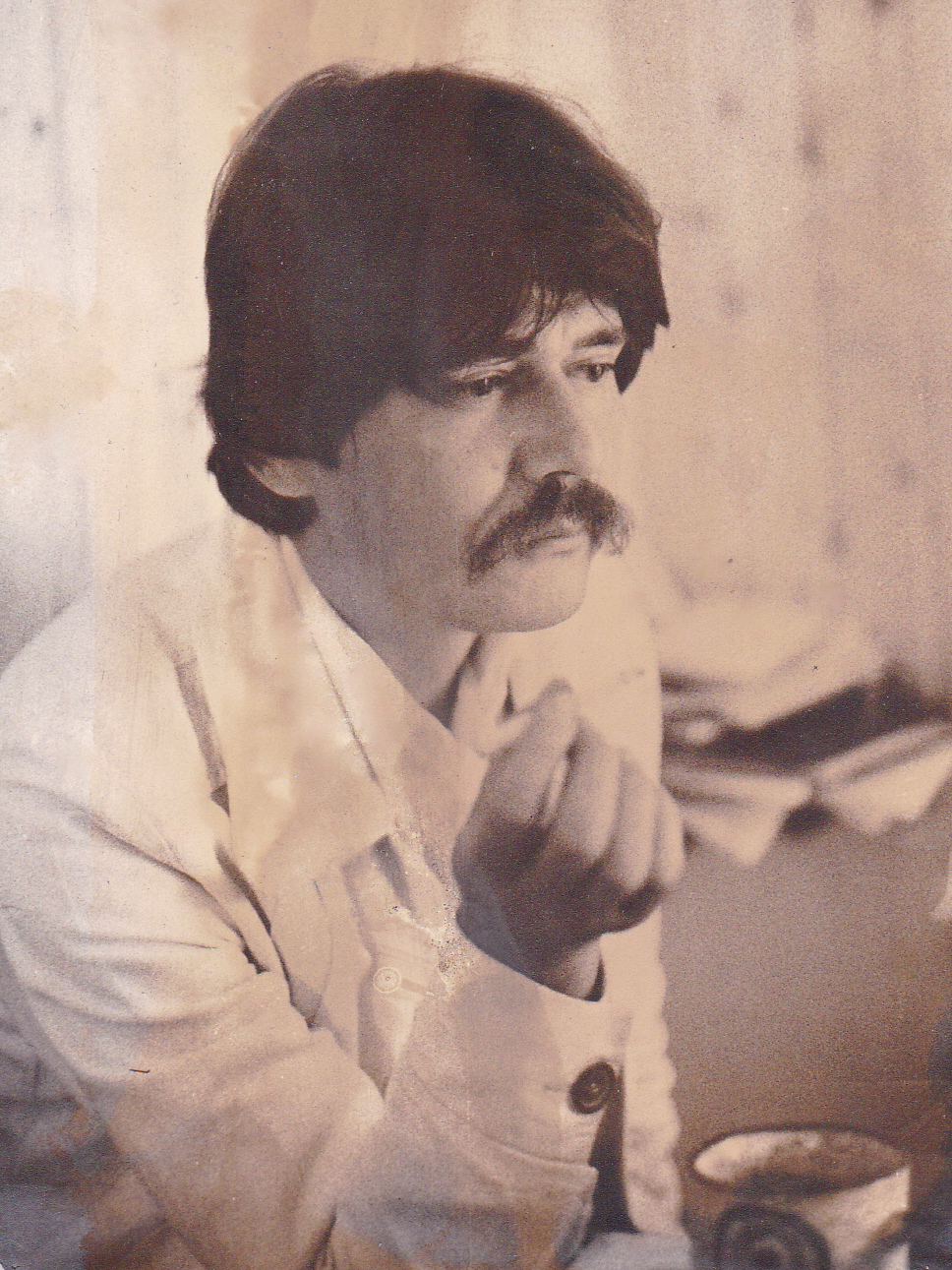
Peter Köck in den 70er Jahren

- 01. April: Nikolaus Berwanger, deutscher Schriftsteller und Journalist (* 1935)
- 09. April: Albert Vigoleis Thelen, deutscher Schriftsteller und Übersetzer (* 1909)
- 12. April: Antonio Porta, italienischer Schriftsteller und Dichter (* 1935)
- 15. April: Bernard-Marie Koltès, französischer Autor, Regisseur und Dramatiker (* 1948)
- 16. April: Reinmar Cunis, deutscher Soziologe, Journalist und Autor von Science-Fiction-Romanen (* 1933)
- 19. April: Daphne du Maurier, englische Schriftstellerin (* 1907)
- 28. April: Géza von Cziffra, ungarischer Filmregisseur und Autor (* 1900)

- 01. Mai: Erich Rommerskirch, deutscher Jesuit und Schriftsteller (* 1904)
- 02. Mai: Weniamin Kawerin, russischer Schriftsteller, Jugendbuchautor (* 1902)
- 02. Mai: Peter Kremer, deutscher Heimatschriftsteller (* 1901)
- 03. Mai: Roland Kirsch, rumäniendeutscher Schriftsteller aus der Volksgruppe der Banater Schwaben (* 1960)
- 05. Mai: Helmuth M. Backhaus, deutscher Schriftsteller, Hörspielautor, Drehbuchautor, Filmregisseur, Conférencier und Schauspieler (* 1920)
- 10. Mai: Dominik Tatarka, slowakischer Schriftsteller, Essayist und Publizist (* 1913)
- 11. Mai: Hans Peter Keller, deutscher Schriftsteller (* 1915)
- 21. Mai: Tito Colliander, finnlandschwedischer Schriftsteller (* 1904)
- 24. Mai: Hans Hansen Palmus, deutscher Lehrer und niederdeutscher Heimatdichter (* 1901)
- 25. Mai: Josef Hißmann, deutscher Autor (* 1907)
- 25. Mai: Lilika Nakou, griechische Schriftstellerin (* 1904)
- 28. Mai: Baltasar Lopes da Silva, kapverdischer Poet und Autor (* 1907)
- 31. Mai: Raissa Dawydowna Orlowa-Kopelewa, russische Schriftstellerin und Amerikanistin (* 1918)

- 01. Juni: Peter Köck, österreichischer Dichter (* 1949)
- 04. Juni: Richard Rive, südafrikanischer Schriftsteller (* 1930)
- 06. Juni: Frederic Prokosch, US-amerikanischer Schriftsteller und Lyriker (* 1908)
- 07. Juni: Paulo Leminski, brasilianischer Schriftsteller, Dichter, Übersetzer und Lehrer polnischer und afrikanischer Abstammung (* 1944)
- 09. Juni: Wolfdietrich Schnurre, deutscher Schriftsteller (* 1920)
- 11. Juni: Hans Jürgen Geerdts, deutscher Literaturwissenschaftler und Schriftsteller (* 1922)
- 19. Juni: Betti Alver, estnische Dichterin und Schriftstellerin (* 1906)
- 19. Juni: Walter Hulverscheidt, deutscher Forstmann und Autor (* 1899)
- 21. Juni: Andrés Holguín, kolumbianischer Lyriker, Übersetzer und Literaturkritiker (* 1918)

### Juli bis September

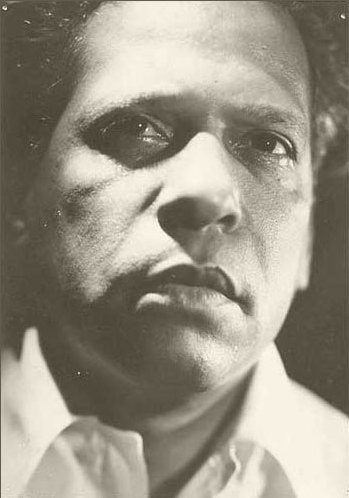
Nicolás Guillén, 1942

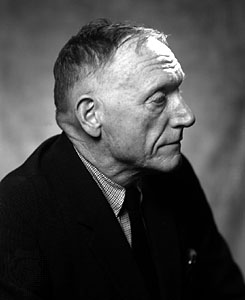
Robert Penn Warren, 1968

- 10. Juli: Jean-Michel Charlier, belgischer Comic-Autor (* 1924)
- 12. Juli: Josef Ippers, deutscher Schriftsteller (* 1932)
- 13. Juli: Ulf Miehe, deutscher Schriftsteller, Drehbuchautor und Filmregisseur (* 1940)
- 16. Juli: Nicolás Guillén, kubanischer Dichter und Schriftsteller (* 1902)
- 17. Juli: Heinz Risse, deutscher Schriftsteller (* 1898)
- 23. Juli: Donald Barthelme, US-amerikanischer Schriftsteller (* 1931)
- 24. Juli: Herbert Sinz, deutscher Historiker und Schriftsteller (* 1913)

- 01. August: John Hirsch, ungarisch-kanadischer Theaterdirektor und Regisseur (* 1930)
- 07. August: Ferdinand Oppenberg, deutscher Lyriker und Prosaist (* 1908)
- 08. August: Jiří Šotola, Dichter, Schriftsteller und Dramaturg (* 1924)
- 21. August: Otto Schulz-Kampfhenkel, deutscher Geograph, Forschungsreisender, Schriftsteller und Filmer (* 1910)
- 26. August: Irving Stone, US-amerikanischer Schriftsteller (* 1903)
- 28. August: Nils Werner, deutscher Dichter und Kinderbuchautor (* 1927)

- 04. September: Georges Simenon, belgischer Schriftsteller (* 1903)
- 09. September: Meta Merz, österreichische Schriftstellerin (* 1965)
- 12. September: Sterjo Spasse, albanischer Schriftsteller mazedonischer Abstammung (* 1914)
- 15. September: Robert Penn Warren, amerikanischer Schriftsteller und Literaturkritiker sowie Pulitzerpreisträger und Poet Laureate (* 1905)
- 17. September: Gertrude Friedberg, US-amerikanische Schriftstellerin und Dramatikerin (* 1908)
- 28. September: Herman Sergo, estnischer Schriftsteller (* 1911)
- 18. September: Rudolf Krämer-Badoni, deutscher Schriftsteller (* 1913)

### Oktober bis Dezember

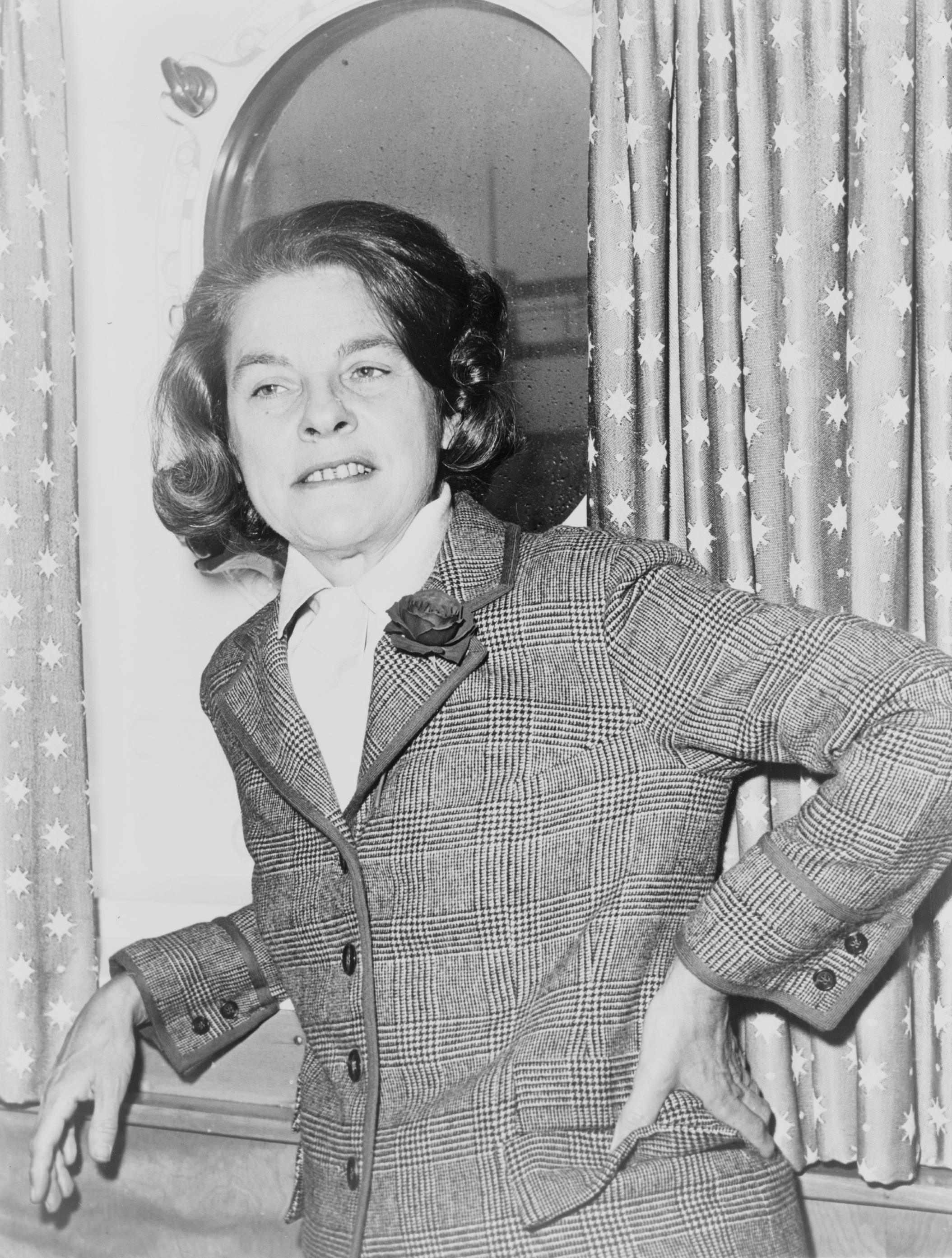
Mary McCarthy

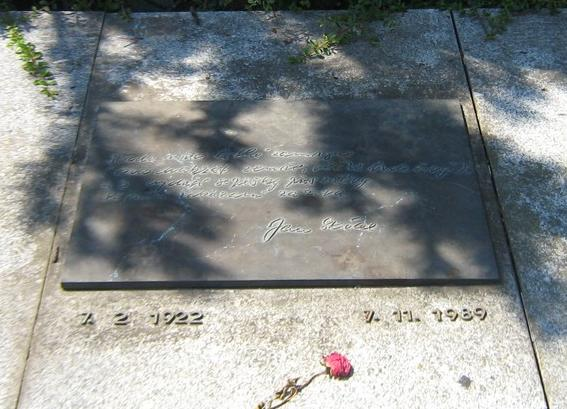
Gedenkstein für Jan Skácel in Brünn

- 09. Oktober: Yusuf Atılgan, türkischer Schriftsteller (* 1921)
- 15. Oktober: Danilo Kiš, jugoslawischer Schriftsteller (* 1935)
- 15. Oktober: Scott O’Dell, US-amerikanischer Schriftsteller (* 1898)
- 16. Oktober: Walter Farley, US-amerikanischer Schriftsteller (* 1915)
- 16. Oktober: Friedrich Hiebel, österreichischer Germanist, Anthroposoph, Publizist und Schriftsteller (* 1903)
- 20. Oktober: Dahn Ben-Amotz, israelischer Autor, Journalist und Radiomoderator (* 1924)
- 25. Oktober: Mary McCarthy, US-amerikanische Schriftstellerin und Frauenrechtlerin (* 1912)
- 26. Oktober: Aadu Hint, estnischer Schriftsteller (* 1909)
- 26. Oktober: Fethi Savaşçı, türkischer Schriftsteller (* 1930)
- 27. Oktober: Robert von Radetzky, deutscher Lyriker und Politiker (* 1899)
- 28. Oktober: Kateb Yacine, algerischer Schriftsteller (* 1929)
- Oktober: Ulises Carrión, mexikanischer Künstler, Schriftsteller, Herausgeber und Buchhändler (* 1941)

- 01. November: Hoimar von Ditfurth, deutscher Schriftsteller und Fernsehmoderator (* 1921)
- 02. November: Inés Arredondo, mexikanische Schriftstellerin (* 1928)
- 07. November: Jan Skácel, tschechischer Dichter (* 1922)
- 08. November: Alfred H. Unger, deutscher Schriftsteller, Dramatiker und Übersetzer (* 1902)
- 09. November: Alfonz Bednár, slowakischer Prosadichter, Drehbuchautor und Übersetzer (* 1914)
- 18. November: Romano Bilenchi, italienischer Journalist und Schriftsteller (* 1909)
- 20. November: Leonardo Sciascia, italienischer Schriftsteller (* 1921)
- 25. November: Birago Diop, senegalesischer Schriftsteller, Erzähler und Dramatiker (* 1906)
- 26. November: Frank Zwillinger, österreichischer Schriftsteller (* 1909)

- 05. Dezember: Rosalia Wenger, Schweizer Autorin (* 1906)
- 07. Dezember: Luis Calderón Vega, mexikanischer Autor, Politiker und Mitbegründer der Partido Acción Nacional (* 1911)
- 09. Dezember: Takeshi Kaikō, japanischer Schriftsteller (* 1930)
- 12. Dezember: Carlos Barral, spanischer Dichter, Übersetzer, Verleger und Politiker
- 17. Dezember: Anton Breitenhofer, rumäniendeutscher Schriftsteller (* 1912)
- 17. Dezember: Franz Liebhard, rumäniendeutscher Schriftsteller und Lyriker (* 1899)
- 19. Dezember: Óndra Łysohorsky, tschechischer Schriftsteller, Dichter, Literaturübersetzer, Philologe, Erschaffer der literarischen lachischen Sprache (* 1905)
- 22. Dezember: Samuel Beckett, irischer Schriftsteller, Literaturnobelpreisträger (* 1906)
- 31. Dezember: Ignatius Kilage, papua-neuguineischer Politiker und Schriftsteller (* 1941)

### Genaues Datum unbekannt
- Ghalib Halasa, jordanischer Schriftsteller (* 1932)
- Selwyn Jepson, englischer Schriftsteller (* 1899)
- Paolo Levi, italienischer Dramatiker und Drehbuchautor (* 1919)
- David Vern Reed, US-amerikanischer Comicautor (* 1924)
- Ingeborg Wendt, deutsche Kinderbuchautorin (* 1917)